# 내셔널 퍼블릭 라디오

NPR 로고

내셔널 퍼블릭 라디오(National Public Radio, 줄여서 NPR)는 미국의 공영 라디오 방송국이다. 본사는 워싱턴 D.C.에 있다.

## 개요
NPR은 1967년 미국 의회에서 통과된 공공방송법에 의하여 공공방송협회(CPB)가 설립되었고, CPB를 통하여 1970년 2월 26일에 NPR이 비영리 재단으로 설립하였으며, 1971년 4월에 개국하였다.
1980년대까지는 정부보조금을 통한 수입을 창출해내었으나, 1983년부터 정부보조금이 줄어들게 되었는데, 여기에 NPR은 새로운 재원을 창출하는 것으로 방향을 틀었다. 바로 청취자의 후원과 기업체의 협찬, 비영리단체의 지원, 지역 방송국의 회비를 통해 재원을 창출하는 방식으로 전환하였다.
NPR은 공공방송협회(CPB)를 통하여 프로그램 제작 및 배급을 받고 있다. NPR은 미국의 타 민영 방송에 비해 중앙에서 제작해 릴레이 송출하는 전국 방송의 비율이 높으며, 개인과 단체의 후원을 주수입으로 하면서 이를 통해 정부와 자본에 얽매이지 않는 신뢰성 높은 방송 프로그램 제작으로 높이 평가 받기 때문에 미국 공영 방송중에서도 청취율이 높은 편이다.

## 주요 프로그램
- 올 싱스 컨시더드(All Things Considered, ATC): 1971년 5월 3일에 NPR의 최초 뉴스 프로그램으로 시작하여 현재까지 방송중인 NPR의 저녁 뉴스 프로그램이다. 동부 시각 오후 8시~10시에 방송된다.
- 모닝 에디션(Morning Edition): 1979년 11월 5일부터 방송중인 NPR의 아침 뉴스 프로그램으로 동부 시각 오전 5시~9시에 방송된다.

## 지역 방송사
NPR은 미국 전역의 797개의 라디오 방송국에 프로그램을 배급하고 있다. 이 중에서는 대학교 소속의 방송국도 있으며 해당 대학이 방송 송출 허가와 NPR의 지원을 통하여 해당 지역의 공영 라디오 서비스를 제공하고 있다.
- 주요 지역 방송사

| 주             | 도시 및 권역 | 호출부호  | 주파수   | 관할 대학              |
| -------------- | ------------ | --------- | -------- | ---------------------- |
| 뉴욕주         | 뉴욕         | WNYC      | AM 820   |                        |
| 뉴욕주         | 뉴욕         | WNYC-FM   | FM 93.9  |                        |
| 뉴욕주         | 뉴욕         | WFUV      | FM 90.7  | 포덤 대학교            |
| 뉴저지주       | 트렌턴       | WNJT-FM   | FM 88.1  |                        |
| 매사추세츠주   | 보스턴       | WGBH (FM) | FM 89.7  |                        |
| 미시간주       | 디트로이트   | WDET-FM   | FM 101.9 | 웨인 주립 대학교       |
| 워싱턴 D.C     | 워싱턴 D.C   | WAMU      | FM 88.5  | 아메리칸 대학교        |
| 워싱턴 D.C     | 워싱턴 D.C   | WETA      | FM 90.9  |                        |
| 일리노이주     | 시카고       | WBEZ      | FM 91.5  |                        |
| 캘리포니아주   | 로스앤젤레스 | KUSC      | FM 91.5  | 서던 캘리포니아 대학교 |
| 캘리포니아주   | 샌타모니카   | KCRW      | FM 89.9  | 산타 모니카 칼리지     |
| 캘리포니아주   | 샌프란시스코 | KALW      | FM 91.7  |                        |
| 캘리포니아주   | 샌프란시스코 | KQED-FM   | FM 88.5  |                        |
| 테네시주       | 멤피스       | WKNO-FM   | FM 91.1  |                        |
| 테네시주       | 잭슨         | WKNP      | FM 90.1  |                        |
| 테네시주       | 채터누가     | WUTC      | FM 88.1  | 테네시 대학교 채터누가 |
| 펜실베이니아주 | 필라델피아   | WHYY-FM   | FM 90.9  |                        |
| 펜실베이니아주 | 필라델피아   | WRTI      | FM 90.1  | 템플 대학교            |
| 펜실베이니아주 | 필라델피아   | WXPN      | FM 88.5  | 펜실베이니아 대학교    |
| 하와이주       | 호놀룰루     | KHPR      | FM 88.1  |                        |
| 하와이주       | 호놀룰루     | KIPO      | FM 89.3  |                        |

- 해외 영토 지역

| 주                  | 도시 및 권역  | 호출부호 | 주파수   | 관할 대학           |
| ------------------- | ------------- | -------- | -------- | ------------------- |
| 괌                  | 하갓냐        | KPRG     | FM 89.3  |                     |
| 미국령 버진아일랜드 | 세인트 토마스 | WVGN     | FM 107.3 |                     |
| 북마리아나 제도     | 사이판        | KRNM     | FM 88.1  |                     |
| 푸에르토리코        | 산후안        | WRTU     | FM 89.7  | 푸에르토리코 대학교 |
| 푸에르토리코        | 산후안        | WIPR-FM  | FM 91.3  |                     |
| 푸에르토리코        | 마야궤스      | WRUO     | FM 88.3  | 푸에르토리코 대학교 |

## 같이 보기
- PBS